# Andrew 'Whitey' White
Andrew 'Whitey' White (28 de agosto de 1974, Pontefract, West Yorkshire) es el guitarrista de la banda inglesa de indie rock Kaiser Chiefs.
Fue miembro del grupo Ruston Parva, que se convirtió en Parva y más adelante se reinventó como Kaiser Chiefs. Usa una guitarra para zurdos, y es autodidacta.
Estudió en la Universidad Metropolitana de Leeds. Es miembro del York Inset Scooter Club, y ardiente hincha del Leeds United F.C.